# Меликов, Пётр Леванович
Князь Пётр Леванович Меликов (груз. პეტრე ლევანის ძე მელიქიშვილი, арм. Պիտեր Իվանովիչ Մելիքյան; 21 сентября (3 октября) 1862, Российская империя — 11 июля 1934, Ницца, Франция) — российский генерал-майор (с 1909), генерал для поручений при Варшавском генерал-губернаторе (1909—1917).

## Биография
Поступил в Пажеский корпус, где 1 сентября 1881 года был принят на военную службу. По окончании корпуса, 12 августа 1883 года произведён в чин подпоручика с направлен 1-й Кавказский стрелковый батальон.
1 июня 1884 года в чине поручика, с 21 апреля 1891 года — штабс-капитана «за отличие».
10 октября 1892 года в чине подъесаула и адъютанта служил у войскового наказного атамана Войска Донского князя Николая Ивановича Святополк-Мирского.
15 апреля 1898 года — есаул, а 6 декабря 1903 года — полковник.
22 марта 1906 года назначен штабным офицером для особых поручений при Варшавском генерал-губернаторе.
С 1904 по 1905 годы участвовал в Русско-японской войне, где получил ранение.
6 декабря 1909 года присвоено звание генерал-майора с назначением на должность генерала для поручений при Варшавском генерал-губернаторе.
В первых числах сентября 1918 года был арестован по подозрению в убийстве Моисея Соломоновича Урицкого, но был отпущен в связи с недостатком улик.
Эмигрировал во Францию. В 1931 году возглавлял в Ницце филиал Союза пажей.
Скончался 11 июля 1934 года в Ницце и похоронен на кладбище Кокад (захоронение № 321).

## Семья
- Отец — князь Леван Иванович Меликов (1817—1892), генерал от кавалерии, генерал-адъютант, член Государственного Совета.
- Мать — княжна Анна Мамуковна (Макаровна) Джамбакуриан-Орбелиани (1 октября 1835 — 22 июня 1914)
- Брат — князь Николай (1867—1924), генерал-майор, командир Финляндского 20-го драгунского полка (1915—1917).
- Жена — баронесса Анна Максимилиановна фон дер Остен-Сакен (14.08.1870, Кутаиси — 22.03. 1931, Ницца), дочь барона Максимилиана Александровича фон дер Остен-Сакен от брака с княжной Саломеей Давидовной Чавчавадзе.
  - Сын — Леван (1893—1928, Нью-Йорк), окончил Пажеский корпус, с 25 сентября 1916 года (свадьба в СПб) был женат на герцогине Александре Николаевне Лейхтенбергской (1895—1969), дочери Николая Николаевича Лейхтенбергского, в 1922 году, в эмиграции, пара разошлась; вторая жена с 6 апреля 1926 года (свадьба в Париже) американка Розалия Хукер (Hooker, 1892-?). Детей нет.
  - Сын — Максимилиан (1894—1950, Southsea, близ Портсмута), окончил 7 классов Пажеского корпуса и назначен на службу в Чеченский конный полк, награждён знаком Военного ордена 4-й степени. Участник Первой мировой войны, кавалер персидского ордена Льва и Солнца. Был женат на австралийке Паулине Сurran (1906—1988), бездетен.

## Награды
- Орден Святого Станислава IV степени (1889)
- Орден Святого Станислава III степени (1894)
- Орден Святой Анны III степени (1896)
- Орден Святого Станислава II степени (1899)
- Орден Святой Анны II степени (1904)
- Орден Святого Владимира III степени (1912)
- Орден Святого Станислава I степени (1915)

иностранные
- Орден Льва и Солнца IV степени (1890)
- Орден Льва и Солнца II степени (1902)
- Орден Вюртембергской короны IV степени (Пруссия)